# NGC 3340
إن جي سي 3340 التي يرمز لها بالرمز PGC 31892، هي مجرة، في كوكبة السدس.

## الاكتشاف
اكتشفت في 30 يناير 1865، بواسطة ألبرت مارث.